# Ezeiza (partido)
Ezeiza (Partido de José María Ezeiza) is een partido in de Argentijnse provincie Buenos Aires. Het bestuurlijke gebied telt 118.807 inwoners.

## Plaatsen in partido Ezeiza
- Aeropuerto Internacional Ezeiza
- Canning
- Carlos Spegazzini
- Ezeiza
- La Unión
- Tristán Suárez